# Cuzuki Rjóta
Cuzuki Rjóta (Nara, 1978. április 18. –) japán válogatott labdarúgó.
A japán válogatott tagjaként részt vett a 2001-es konföderációs kupa.

## Statisztika
| Japán válogatott | Japán válogatott | Japán válogatott |
| Időszak          | Mérk.            | gól              |
| ---------------- | ---------------- | ---------------- |
| 2001             | 2                | 0                |
| 2002             | 0                | 0                |
| 2003             | 0                | 0                |
| 2004             | 1                | 0                |
| 2005             | 0                | 0                |
| 2006             | 0                | 0                |
| 2007             | 0                | 0                |
| 2008             | 0                | 0                |
| 2009             | 3                | 0                |
| Összesen         | 6                | 0                |